# یان پی‌یتشاک
یان پی‌یت‌شاک (لهستانی: Jan Pietrzak؛ ‏ [ˈjan ˈpʲɛtʃak]؛ زادهٔ ۲۶ آوریل ۱۹۳۷) بازیگر، طنزپرداز، خواننده، ترانه‌سرا مقاله‌نویس و سیاستمدار برجستهٔ اهل لهستان است.
از فیلم‌هایی که وی در آن‌ها نقش داشته است، می‌توان به دوست بدار یا رها کن، چهل‌ساله، اسمولنسک و زندگی برای زندگی: ماکسیمیلیان کلبه اشاره نمود.
او بابت فعالیت‌های حرفه‌ای‌اش، برندهٔ «مدال تجدید حیات لهستان» شد و آنرا در سال ۲۰۰۹ میلادی، از رئیس‌جمهور لهستان دریافت کرد.